# Borja Valle
Borja Valle Balonga (Ponferrada, 9 luglio 1992) è un calciatore spagnolo, attaccante della Ponferradina.